# Georgios Megas Komnenos
Georgios Megas Komnenos (Grieks: Γεώργιος Μέγας Κομνηνός) (± 1255 - na 1284), bijgenaamd Planos (de Zwerver), was van 1266 tot 1280 keizer van Trebizonde.

## Leven
Georgios was de tweede zoon van keizer Manuel I Megas Komnenos. In 1266 volgde hij zijn halfbroer Andronikos II op. Onder hem begon het verval van het centrale gezag in Trebizonde. Door verraad door leden van de adel raakte hij in gevangenschap van de Mongoolse Il-kan Abaqa en nam zijn broer Johannes II zijn plaats op de troon in. Hij was van 1280 tot Abaqa's dood in 1282 diens gevangene, maar viel in 1284 als pretendent Trebizonde binnen. Na zijn nederlaag in datzelfde jaar verdween hij uit het zicht van de geschiedenis.